# Kafue Nationalpark
Kafue Nationalpark er den største nationalpark i Zambia og har et areal på omkring 22.400 km2 (svarende i størrelse til Wales eller Massachusetts). Det er den næststørste nationalpark i Afrika  og er hjemsted for 152 forskellige arter af pattedyr. Der er også 515 fuglearter, 70 krybdyrarter, 58 fiskearter og 36 amfibiearter.
Parken er opkaldt efter floden Kafue, og strækker sig over tre provinser: Norvest, Central og Syd. Hovedadgangen er via vejen fra Lusaka til Mongu, som krydser parken nord for dens centrum. Sæsonbestemte grusveje forbinder også fra Kalomo og Namwala i syd og sydøst, og Kasempa i nord.

## Historie
Kafue vildtreservat blev oprettet i begyndelsen af 1920'erne for at bekæmpe nedslidning af dyrelivets habitater. Kafue nationalpark blev etableret i 1950'erne af Norman Carr, en indflydelsesrig britisk-rhodesisk naturbeskytter. Etablering af parken kan have været mulig, efter at den britiske koloniregering i 1924 flyttede de traditionelle ejere af området, Nkoyabefolkningen i Mwene Kabulwebulwe, fra deres traditionelle jagtmarker til Mumbwa-distriktet mod øst.
I 2021 opfordrede Nkoya-ledere til at etablere en ny provins i området, som de foreslog at navngive Kafue-provinsen. Utilfredshed med udviklingstempoet i den Centralprovinsen og manglende udbytte af turismen i parken er nogle af årsagerne til denne efterspørgsel efter en 11. provins.
I februar 2021 blev en Priority Support Plan iværksat af Zambias Department of National Parks and Wildlife (DNPW) og African Parks for at sikre støtte til parken over en 15-måneders periode. Projektet havde succes, og efterfølgende inviterede den zambiske regering African Parks til at indgå en 20-årig aftale om at administrere Kafue.

## Habitater og flora
Hovedparten af parken er dækket af miombo-skovområder, som er åbne halvløvfældende skove af træer i slægterne Brachystegia, Julbernardia og Isoberlinia, tilpasset til periodiske skovbrande. Skovene har et par små vådområder spredt imellem dem.  Stedsegrønne skove af teak og mopane forekommer mod syd og midt i området.
Store termithøje i skovene huser en særlig stedsegrøn flora, især kandelabertræet (Euphorbia ingens ) og sjakalbæret (Diospyros mespiliformis). Højene kan være enorme og er hundreder, endda tusinder af år gamle. Store og små åbne sletter findes overalt i parken, og er ofte oversået med små termithøje.

## Bevarelse
Kafue Nationalpark modtager ekstra beskyttelse, fordi den er buffer til ni vildtforvaltningsområder. Alligevel har krybskytteri og efterspørgslen efter bushmeat ført til et fald i antallet af dyr. I 2018 samarbejdede seks ngo'er for at forhindre tilbagegang på grund af krybskytteri og forringelse af levesteder. African Parks sluttede sig til koalitionen i 2021 i samarbejde med Zambia Wildlife Authority. Den prioriterede støtteplan mellem afrikanske parker og regeringen førte til skabelsen af over 200 arbejdspladser, forbedrede beskyttelsesforanstaltninger og infrastrukturinvesteringer bl.a. et nyt administrationscenter, der fikserer eksisterende infrastruktur i Chunga og Ngoma og klassificerer veje. I 2021 var investeringen til retshåndhævelse det dobbelte af gennemsnittet for 2018-2020.